# Fuga fisheriana

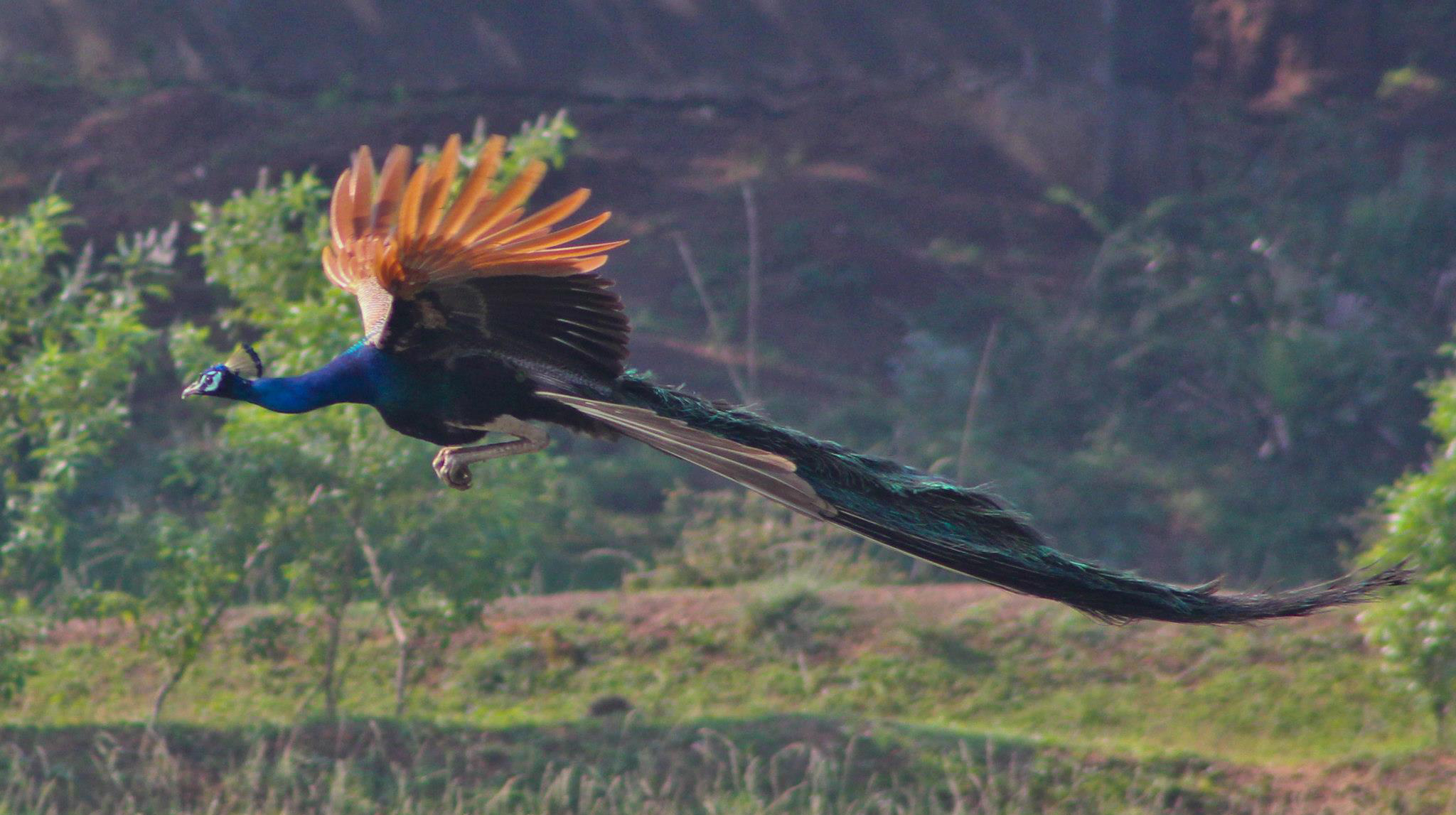
La coda del pavone in volo, l'esempio classico di un ornamento che si assume essere una fuga fisheriana.

La fuga fisheriana o selezione incontrollata è un meccanismo di selezione sessuale proposto dal biologo e matematico Ronald Fisher all'inizio del XX secolo, per spiegare l'evoluzione di ornamenti maschili esagerati con una scelta femminile persistente e diretta. Un esempio è il piumaggio colorato ed elaborato del pavone rispetto al piumaggio relativamente modesto della pavona; i costosi ornamenti, in particolare la coda estremamente lunga dell'uccello, sembrano incompatibili con la selezione naturale. Si può postulare che la fuga fisheriana includa tratti fenotipici sessualmente dimorfici come il comportamento espresso da entrambi i sessi.
Il dimorfismo sessuale estremo e apparentemente disadattivo rappresentò un paradosso per i biologi evoluzionisti dal tempo di Charles Darwin fino alla sintesi moderna. Darwin tentò di risolvere il paradosso assumendo basi genetiche sia per la preferenza che per l'ornamento e suppose un "senso estetico" negli animali superiori, che portava a una potente selezione di entrambe le caratteristiche nelle generazioni successive. Fisher sviluppò ulteriormente la teoria assumendo una correlazione genetica tra la preferenza e l'ornamento, secondo la quale inizialmente l'ornamento segnalava una maggiore idoneità potenziale (la probabilità di lasciare più discendenti), quindi la preferenza per l'ornamento aveva un vantaggio selettivo. Successivamente, se abbastanza forte, la preferenza femminile per l'ornamentazione esagerata nella selezione del compagno potrebbe essere sufficiente a sminuire la selezione naturale anche quando l'ornamento è diventato non adattivo. Nel corso delle generazioni successive questo potrebbe portare alla selezione incontrollata mediante retroazione positiva, e la velocità con cui il tratto e la preferenza aumentano potrebbe (fino a quando non interferisce la controselezione) aumentare esponenzialmente ("geometricamente").
È stato difficile dimostrare empiricamente la fuga fisheriana, perché è stato difficile individuare sia un meccanismo genetico sottostante sia un processo con il quale è stato avviato.

## Storia

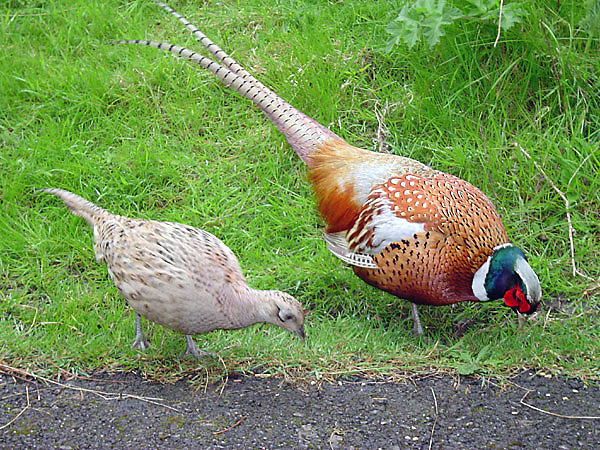
Fagiano femmina (sinistra) e maschio (destra), una specie sessualmente dimorfica.

Charles Darwin pubblicò un libro sulla selezione sessuale nel 1871 chiamato L'origine dell'uomo e la selezione sessuale, che raccolse interesse alla sua uscita, ma entro gli anni 1880 le idee erano state ritenute troppo controverse e furono in gran parte trascurate. Alfred Russel Wallace non era d'accordo con Darwin, in particolare dopo la morte di Darwin, che la selezione sessuale fosse un fenomeno reale. [3] RA Fisher è stato uno dei pochi altri biologi ad occuparsi della questione. Quando Wallace dichiarò che gli animali non mostravano preferenze sessuali nel suo studio del 1915, L'evoluzione delle preferenze sessuali, Fisher dissentì pubblicamente:
Fisher, nel fondamentale libro del 1930, La teoria genetica della selezione naturale, delineò un modello in base al quale la selezione intersessuale incontrollata potrebbe portare a un'ornamentazione sessuale dimorfica maschile basata sulla scelta femminile e su una preferenza per i tratti attraenti ma altrimenti non adattivi nei compagni di sesso maschile. Egli suggerì che la selezione per i tratti che aumentano l'idoneità potrebbe essere abbastanza comune:
 Fisher, RA, The Genetical Theory of Natural Selection, Oxford University Press, 1930, ISBN 0-19-850440-3.»
Una forte scelta femminile per l'espressione da sola, al contrario della funzione, di un ornamento maschile può opporsi e minare le forze della selezione naturale e dare come risultato la selezione sessuale incontrollata che porta all'ulteriore esagerazione dell'ornamento (così come alla preferenza) finché i costi (sostenuti dalla selezione naturale) dell'espressione diventano maggiori del beneficio (conferito dalla selezione sessuale).

## Pavoni e dimorfismo sessuale

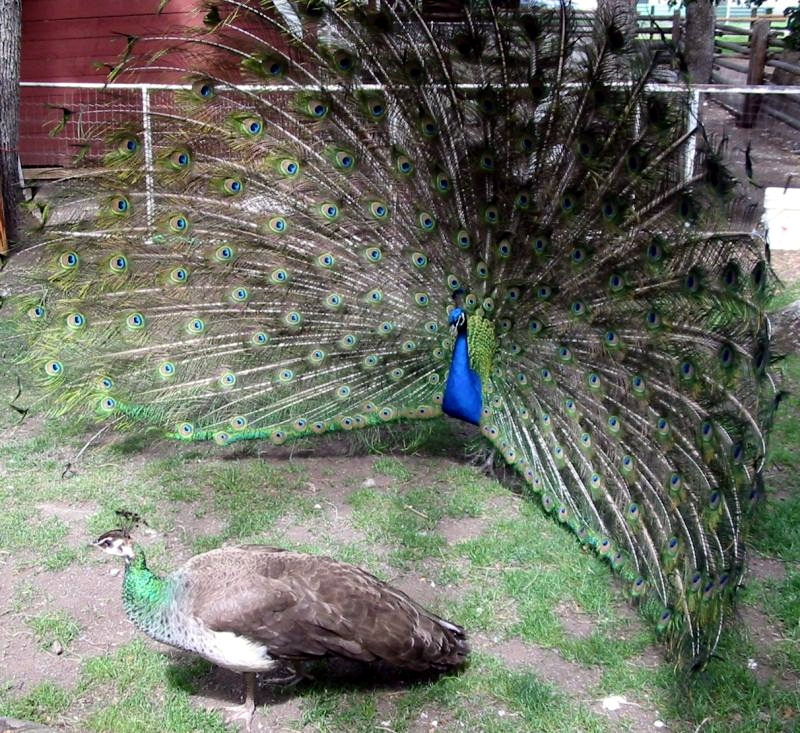
Il pavone, a destra, sta corteggiando la pavona, a sinistra.

Il dimorfismo del piumaggio del pavone e della pavona delle specie all'interno del genere Pavo è un primo esempio del paradosso dell'ornamentazione che ha per lungo tempo sconcertato i biologi evoluzionisti; Darwin scrisse nel 1860:
La coda colorata ed elaborata del pavone richiede una grande quantità di energia per farla crescere e mantenerla. Riduce anche l'agilità dell'uccello e può aumentare la visibilità dell'animale ai predatori. La coda sembra abbassare l'idoneità generale degli individui che la possiedono. Tuttavia, essa si è evoluta, indicando che i pavoni con code più lunghe e più coloratamente elaborate possono avere dei vantaggi sui pavoni che non le hanno. La fuga fisheriana postula che l'evoluzione della coda di pavone è resa possibile se le pavone hanno una preferenza per accoppiarsi con pavoni che possiedono una coda più lunga e più colorata. Le pavone che scelgono i maschi con queste code a loro volta hanno figli maschi che hanno maggiori probabilità di avere code lunghe e colorate e quindi hanno maggiori probabilità di avere essi stessi successo sessuale. Altrettanto importante è che la progenie femminile di queste pavone ha più probabilità di avere una preferenza per i pavoni con code più lunghe e più colorate. Tuttavia, sebbene l'idoneità relativa dei maschi con code grandi sia maggiore di quelli senza, i livelli assoluti di idoneità di tutti i membri della popolazione (sia maschi che femmine) sono inferiori a quelli che sarebbero se nessuna delle pavone (o solo un piccolo numero) avesse una preferenza per una coda più lunga o più colorata.

## Iniziazione
Fisher ha delineato due condizioni fondamentali che devono essere soddisfatte affinché la fuga fisheriana possa portare all'evoluzione dell'ornamentazione estrema:
1. Preferenza sessuale in almeno uno dei sessi
2. Un vantaggio riproduttivo corrispondente alla preferenza.[6]

Fisher nel suo articolo del 1915, "L'evoluzione delle preferenze sessuali", sosteneva che il tipo di preferenza femminile necessario per la fuga fisheriana potesse essere avviato senza alcuna comprensione o apprezzamento per la bellezza. Fisher suggerì che qualsiasi caratteristica visibile che indica idoneità, che non è di per sé adattabile, che attira l'attenzione, e che varia nel suo aspetto tra la popolazione maschile in modo che le femmine possano facilmente confrontarle, sarebbe sufficiente per avviare la fuga fisheriana. Questo suggerimento è compatibile con la sua teoria e indica che la scelta della caratteristica è essenzialmente arbitraria e potrebbe essere diversa in diverse popolazioni. Tale arbitrarietà è confermata dalla modellizzazione matematica e dall'osservazione di popolazioni isolate di pteroclidi, dove i maschi possono differire notevolmente da quelli di altre popolazioni.

## Base genetica
La fuga fisheriana assume che le preferenze sessuali nelle femmine e l'ornamentazione nei maschi siano entrambi geneticamente variabili (ereditabili).
 Fisher, RA, The Genetical Theory of Natural Selection, Oxford University Press, 1930, ISBN 0-19-850440-3.»

## Scelta femminile
Fisher sostenne che la scelta di un'ornamentazione maschile esagerata è guidata dall'esagerazione accoppiata della preferenza sessuale femminile per l'ornamento.
 Fisher, RA, The Genetical Theory of Natural Selection, Oxford University Press, 1930, ISBN 0-19-850440-3.»

## Retroazione positiva
Nel corso del tempo un meccanismo di retroazione positiva vedrà figli più esagerati e figlie più schizzinose prodotti con ogni generazione successiva; avendo come risultato la selezione incontrollata per l'ulteriore esagerazione sia dell'ornamento che della preferenza (fino a quando i costi per produrre l'ornamento superano il beneficio riproduttivo di possederlo).
 Fisher, RA, The Genetical Theory of Natural Selection, Oxford University Press, 1930, ISBN 0-19-850440-3.»
 Fisher, RA, The Genetical Theory of Natural Selection, Oxford University Press, 1930, ISBN 0-19-850440-3.»

## Ipotesi alternative
Diverse ipotesi alternative usano lo stesso meccanismo della fuga genetica (o della retroazione positiva) ma differiscono nei meccanismi dell'iniziazione. L'ipotesi dei figli sexy (proposta anche da Fisher) suggerisce che le femmine che scelgono i maschi ornati in modo desiderabile avranno figli ornati in modo desiderabile (o sexy), e che l'effetto di quel comportamento sulla diffusione dei geni della femmina attraverso le generazioni successive potrebbe superare altri fattori come il livello di investimento parentale da parte del padre.
Le ipotesi indicative suggeriscono che le femmine scelgono i maschi ornati in modo desiderabile perché il costo di produrre gli ornamenti desiderabili è indicativo di buoni geni attraverso il vigore dell'individuo.
Altre ipotesi per l'evoluzione dell'ornamento maschile includono l'ipotesi di distorsione sensoriale, l'ipotesi di compatibilità e il principio dell'handicap.